# El'azar
El'azar (hebrejsky אֶלְעָזָר, podle biblického postavy Eleazara Makabejského – "Eleazar zvaný Auaran", který padl v bitvě v tomto regionu, v oficiálním přepisu do angličtiny El'azar) je izraelská osada typu společná osada (jišuv kehilati) na Západním břehu Jordánu v distriktu Judea a Samaří a v Oblastní radě Guš Ecion.

## Geografie
Nachází se v nadmořské výšce 910 metrů v severní části Judska a v centrální části Judských hor. El'azar leží cca 7 kilometrů jihozápadně od města Betlém, cca 15 kilometrů jihozápadně od historického jádra Jeruzalému a cca 58 kilometrů jihovýchodně od centra Tel Avivu. Na dopravní síť Západního břehu Jordánu je napojen dálnicí číslo 60 – hlavní severojižní tepnou Judska, která probíhá na východní straně obce.
Je součástí územně kompaktního bloku izraelských sídel zvaného Guš Ecion, který je tvořen hustou sítí izraelských vesnic a měst. Uvnitř bloku se ale nacházejí sice i některé palestinské sídelní enklávy, ale v bezprostředním okolí vesnice žádná z nich neleží. Na východní straně El'azar takřka splývá s velkou osadou městského charakteru nazvanou Efrat.

## Dějiny
El'azar byl založen v roce 1975. Leží v oblasti historického bloku Guš Ecion, který má tradici moderního židovského osídlení ještě z doby před vznikem současného státu Izrael. Samotná osada v této lokalitě ale vznikla až po dobytí Západního břehu Jordánu izraelskou armádou, tedy po roce 1967.
20. února 1973 izraelská vláda rozhodla, že v této oblasti bude zřízena nová osada nazývaná pracovně Ecion Gimel (Etzion Gimel). K faktickému vzniku pak došlo v roce 1975. Podrobný územní plán obce počítal s kapacitou výstavby 259 bytových jednotek, které byly téměř všechny skutečně realizovány. V další fázi plán umožňoval postavit dalších 111 bytů severozápadně od osady, ale kromě jedné ulice na jižní straně tohoto pozemku nebyla zatím zástavba uskutečněna.
Ekonomika obce je zčásti tažena zemědělstvím, ale koncem 20. století přestala oficiálně fungovat jako družstevní mošav a proměnila se v individuálně organizovanou rezidenční obec, předměstského charakteru. V obci funguje drobná průmyslová zóna, veřejná knihovna, ve výstavbě je ústřední synagoga. Kromě toho zde funguje menší sefardská synagoga. Dále je zde k dispozici zařízení předškolní péče o děti, základní školství je zajištěno v okolních obcích.
V únoru 2001 byla severozápadně od vlastní osady zahájena výstavba nové čtvrti, nazvané Netiv ha-Avot. Podle vládní zprávy z doby okolo roku 2006 zde žilo 29 rodin a zástavba spočívala zatím v 28 mobilních karavanech, z nichž některé už ale byly přestavěny a rozšířeny s použitím zdiva. Název čtvrti Netiv ha-Avot odkazuje na nedalekou Derech ha-Avot (Cestu otců). Podle zprávy organizace Peace Now z roku 2007 zde žilo 56 lidí.
Počátkem 21. století byl El'azar stejně jako téměř celá oblast Guš Ecion zahrnut do projektu bezpečnostní bariéry. Podle stavu k roku 2008 tato bariéra ještě nebyla v celém úseku postavena, ale její trasa již je definitivně stanovena. Izrael si hodlá území Guš Ecion ponechat i po případné mírové smlouvě s Palestinci.

## Demografie
Obyvatelstvo El'azar je v databázi rady Ješa popisováno jako nábožensky založené. Podle údajů z roku 2014 tvořili naprostou většinu obyvatel Židé (včetně statistické kategorie "ostatní", která zahrnuje nearabské obyvatele židovského původu ale bez formální příslušnosti k židovskému náboženství).
Jde o menší obec vesnického typu s dlouhodobě rostoucí populací. K 31. prosinci 2014 zde žilo 2532 lidí. Během roku 2014 populace stoupla o 6,0 %.
| Rok            | 1983 | 1990 | 1991 | 1992 | 1993 | 1994 | 1995 | 1996 | 1997 | 1998 | 1999 | 2000 |
| -------------- | ---- | ---- | ---- | ---- | ---- | ---- | ---- | ---- | ---- | ---- | ---- | ---- |
| Počet obyvatel | 133  | 267  | 278  | 327  | 359  | 398  | 417  | 397  | 503  | 663  | 747  | 784  |

| Rok            | 2001 | 2002 | 2003 | 2004 | 2005  | 2006  | 2007  | 2008  | 2009  | 2010  | 2011  | 2012  | 2013  | 2014  |
| -------------- | ---- | ---- | ---- | ---- | ----- | ----- | ----- | ----- | ----- | ----- | ----- | ----- | ----- | ----- |
| Počet obyvatel | 789  | 796  | 882  | 993  | 1 131 | 1 314 | 1 547 | 1 706 | 1 837 | 1 905 | 2 081 | 2 302 | 2 389 | 2 532 |